# چهزال
چهزال، روستایی از توابع بخش مرکزی شهرستان خرم‌آباد در استان لرستان ایران است.در این روستا ایل سکوند طایفه  پیامنی ساکن هستند.

## جمعیت
این روستا در دهستان کرگاه شرقی قرار دارد و براساس سرشماری مرکز آمار ایران در سال ۱۳۸۵، جمعیت آن ۲۳۰ نفر (۴۷خانوار) بوده‌است.